# L'amico americano (romanzo)
L'amico americano  (Ripley's Game) è un romanzo del 1974 di Patricia Highsmith, che appartiene al genere del thriller psicologico. È il terzo libro imperniato su personaggio di Tom Ripley dopo Il talento di mister Ripley e Il sepolto vivo.
La vicenda si svolge circa sei mesi dopo i fatti narrati nel volume precedente.

Pur contenendo parecchi riferimenti agli episodi precedenti, il romanzo può essere letto come opera a sé stante.

## Riassunto
Tom Ripley è un ricco americano trentenne che vive, con la moglie francese Heloise, in una grande villa, “Belle Ombre”, a Villeperce, un paesino nei dintorni di Parigi. Ripley proprietario di una galleria d'arte a Londra, è anche socio di un oscuro personaggio, Reeves Minot, forse un agente segreto, forse un criminale, o più probabilmente un misto di entrambi, sempre ben fornito di denaro, che ogni tanto gli commissiona azioni più o meno legali. Un giorno, come fosse la cosa più normale al modo, Minot chiede a Ripley se sarebbe disposto ad assassinare due persone per 96.000 dollari, Tom, che nel passato ha già ucciso diverse persone, ma che “detesta uccidere, se non assolutamente necessario” rifiuta al che l'altro gli chiede di trovargli una persona insospettabile pronta ad uccidere per denaro.
Il mese precedente, Ripley aveva partecipato ad un party a Fontainebleau, dove il padrone di casa, Jonathan Trevanny, un corniciaio di origine inglese, sofferente di leucemia, lo aveva insultato. Per vendicarsi, Ripley suggerisce a Minot che potrebbe tentare di convincere Trevanny a commettere gli omicidi. Per essere certo che il piano possa funzionare, Ripley sparge la voce che a Trevanny non restano che pochi mesi di vita, e consiglia Minot di fabbricare false prove mediche che la leucemia di Trevanny sia giunta ad uno stadio assai più avanzato del reale. Il corniciaio, che teme che con la sua morte la moglie e il figlioletto, restino senza un soldo, accetta l'offerta di Minot di sottoporsi alla visita da uno specialista tedesco ad Amburgo; nella città tedesca Minot riesce a persuaderlo a commettere almeno il primo assassinio, rivelandogli che la vittima sarebbe Vito Marcangelo, un noto mafioso italiano.
Dopo l'esecuzione dell'incarico (due colpi di pistola all'interno di un'affollata stazione della metropolitana); Minot invita Trevanny a Monaco di Baviera, per essere visitato da un altro medico e qui riesce a convincerlo a tentare di uccidere un boss mafioso, di una cosca avversaria di quella di Mastrangelo, mentre viaggia su di un treno, strangolandolo, oppure sparandogli, ma quest'opzione, secondo Minot, è meno consigliabile, per cui consegna a Trevanny un sottile cappio di nylon, arma utilizzata da molti killer mafiosi. L'intento di Minot pare essere quello di scatenare una guerra tra gang rivali.
Inizialmente Trevanny è sconvolto dall'idea di uccidere a mani nude e pensa di utilizzare la pistola, prima per ammazzare il boss e poi per suicidarsi, convinto dalle false diagnosi dei medici amici di Minot, che gli resti pochissimo da vivere. Quindi, prima di salire sul treno, telefona a Reeves chiedendogli di inviare tutti i soldi che gli deve, a sua moglie, ma senza farle sapere niente degli omicidi. Mentre Trevanny, macerato dai dubbi e dalla paura è nel corridoio del vagone dove, in uno scompartimento riservato con due guardie del corpo, c'è il boss, compare a sorpresa Ripley che gli spiega di essere venuto ritenendosi responsabile di aver messo Trevanny in quella situazione, e dicendosi pronto ad aiutarlo a compiere l'assassinio. In realtà, sarà proprio Ripley, prima a sparare ed a gettare giù dal treno uno dei guardaspalle, e quindi a strangolare il boss nel gabinetto del treno.
Tornati in Francia, tra Ripley e Trevanny si stabilisce uno strano legame, Ripley apprende a prendersi cura di qualcuno che non sia se stesso, mentre Trevanny impara ad abbandonare gli scrupoli di coscienza e fare tutto ciò che serve per sopravvivere. Nel frattempo, la moglie di Trevanny, Simone, scopre l'esistenza di un conto corrente su di una banca svizzera intestato al marito, con una grossa somma depositata e comincia a sospettare che il marito sia implicato in qualcosa di illecito, in combutta con Ripley. Interroga quindi insistentemente il coniuge che, in maniera un po' confusa, le spiega di aver accettato, in Germania, di testare una nuova cura per la sua malattia, e che per questo è stato lautamente remunerato, la spiegazione, però, non convince la moglie, che continua a pensare (non del tutto a torto) che Ripley abbia introdotto il marito nel mondo della malavita
Ripley apprende da Minot che la Mafia di Amburgo sospetta che Minot stesso sia implicate nei recenti omicidi, e qualche giorno dopo, infatti, la casa di Minot resta distrutta da un attentato, ma il milionario era già partito sperando di perdere le proprie tracce. Ripley capisce di essere anch'egli nel mirino delle cosche quando riceve un paio di telefonate sospette, quindi dopo aver indotto la moglie e la domestica a trasferirsi in posti più sicuri, chiede a Trevanny di aiutarlo ad affrontare eventuali ritorsioni mafiose, lì, a Belle Ombre.
Quando due sicari arrivano alla villa, Ripley e Tevanny riescono a catturarli ed a forzarli, prima di ammazzarli, a telefonare al loro boss per dirgli che Ripley non era l'uomo che stavano cercando e che c'era qualcuno che li stava pedinando, probabilmente membri dell'altra cosca. Mentre I due stanno pensando a come far scomparire I due cadaveri, arriva Simone insospettita dalla prolungata assenza del marito, sconvolta dalla vista dei corpi coperti di sangue e dallo scoprire che i suoi peggiori timori fossero reali, chiama un taxi e fugge, rifugiandosi dai genitori col figlio. Ripley e Trevanny portano l'auto coi due banditi all'interno fino in prossimità di un remoto villaggio, dove le danno fuoco.
Alcuni giorni più tardi, Ripley va a visitare Trevanny, che nel frattempo è riuscito a convincere la moglie a tornare a casa, mentre è li arrivano quattro mafiosi, che erano riusciti a catturare Minot, e torturandolo avevano appreso nome ed indirizzo di Trevanny. Ripley e l'amico riescono ad eliminare i primi due killer che si erano introdotti in casa, ma poi uno degli altri spara contro Ripley che è riuscito a ferire il quarto, ma colpisce Trevanny, che forse intenzionalmente, si è trovato sulla traiettoria, ferendolo mortalmente. Egli muore tra le braccia della moglie, mentre i due mafiosi malconci fuggono per timore della polizia che sta sopraggiungendo.
Qualche mese dopo, Ripley incontra casualmente Simone in una via di Fontainebleau, e la donna gli sputa senza fermarsi. Da ciò si rende conto che Simone ha accettato il prezzo del sangue del marito, e così facendo ha scelto di tacitare i suoi sospetti sul ruolo di Ripley in tutta la vicenda e di non denunciarlo.

## Adattamenti
- Il romanzo venne adattato una prima volta nel 1977 da Wim Wenders nel film L'amico americano, con Dennis Hopper nel ruolo di Ripley e Bruno Ganz in quello di Trevanny. Si tratta di un adattamento piuttosto libero e che mescola parti riprese dal precedente volume del ciclo.
- Nel 2002 è uscito un nuovo adattamento da parte di Liliana Cavani: Il gioco di Ripley con John Malkovich come Ripley.[1] Si tratta di una versione più aderente all'originale, anche se l'azione principale si svolge in Veneto anziché in Francia, ed i mafiosi sono slavi anziché italiani.
- Nel 2009 la radio inglese BBC ha adattato l'intero ciclo dei romanzi con Ripley come protagonista, interpretato da Ian Hart.[2]